# Pavel Baranov
Pavel Pavlovitsj Baranov (Russisch: Павел Павлович Баранов) (Petrograd, 2 februari 1921) was een basketbalspeler en basketbalcoach die uitkwam voor teams in de Sovjet-Unie. Hij kreeg de onderscheiding geëerde coach van de Sovjet-Unie in 1960 en werd Meester in de sport van de Sovjet-Unie.

## Carrière
Baranov speelde zijn carrière van 1946 tot 1947 voor SKIF Leningrad. In 1947 stapte hij over naar Boerevestnik Leningrad en in 1948 verhuisde hij naar SKA Leningrad. Na zijn spelerscarrière werd hij in 1950 coach van het mannenteam van SKA Leningrad. In 1957 werd Baranov coach van het damesteam van SKIF Leningrad. In 1956 werd hij derde met het damesteam, RSFSR Leningrad, om het Landskampioenschap van de Sovjet-Unie.
In 1965 werd Baranov coach van het mannenteam van Spartak Moskou. Ook was Baranov assistent-coach van de Sovjet-Unie. Hij won goud op het Wereldkampioenschap basketbal in 1959 en goud op het Europees Kampioenschap in 1960.
Het is onduidelijk of Baranov nog leeft.

## Erelijst
- Landskampioen Sovjet-Unie:
  - Derde: 1959